# Епідемія чуми в Російській імперії у 1770—1772 роках
Епідемія чуми в Російській імперії в 1770—1772 роках — остання епідемія чуми в центральній частині Російської імперії, яка забрала від 52 000 до 100 000 життів тільки в Москві — від 1/6 до 1/3 її населення. Епідемія бубонної чуми, яка виникла на молдавському театрі російсько-османської війни 1768—1774 років у січні 1770 року, прокотилася на північ через Україну, зокрема, Київ і центральну частину Росії, досягнувши піку в Москві у вересні 1771 року, спричинивши там чумний бунт (Moscow plague riot of 1771). Епідемія змінила карту Москви, оскільки за межами міста XVIII століття створили нові цвинтарі.

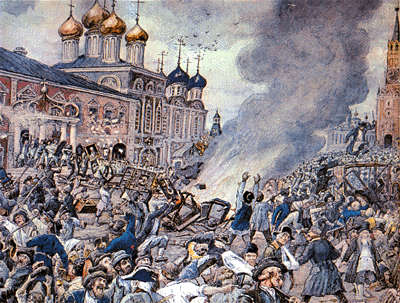
Чумний бунт у Москві в 1771 році

## Перебіг
Під час російсько-османської війни 1768—1774 років, коли російські війська захопили фортеці Хотин (нині Чернівецька область, Україна), Журжа (нині портове місто на Дунаї Джурджу), Яси, Бухарест, Фокшани та Галац (нині всі в Румунії), вони потрапили в райони, де спостерігалася чума, про що повідомляли місцеві жителі, які називали хворобу «смертельна виразка». У російських військах у Фокшанах виявили перші випадки чуми в січні 1770 року. Хвороба, як вважається, була передана від військовополонених і через військову здобич. Як писали тоді: «Мор поширювався як полум'я, гнане вітром». Боячись гніву імператриці Катерини II за нездатність забезпечити належний санітарний захист своїх військ, командувач, генерал фон Штоффельн змусив місцевих лікарів зробити висновок про якусь злоякісну гарячку, а не чуму. Тільки пізніше, коли граф Румянцев відправив Густава Орреуса, лікаря фінського походження, щоб дослідити хворобу, було встановлено, що спалах насправді був чумою. Із запізненням, за порадою доктора Орреуса, фон Штоффельн наказав ізолювати всіх хворих на чуму в окремій лікарні. Однак після цього генерал відмовився відвести
війська з міста, багато його вояків були інфіковані, в тому числі сам генерал, який помер наприкінці травня 1770 року. Лише 300
з 1500 пацієнтів, прийнятих у лікарню з 18 травня по 18 серпня 1770 року, вижило. У серпні 1770 року чума досягла Брянська, а невдовзі поширилася й далі.
Хоча центральна влада попереджала московську про необхідність проведення проти чуми певних заходів, проте хибна впевненість, що ця хвороба ніколи не пошириться до Москви, сприяла тому, що на перші ознаки епідемії не було звернуто достатньо уваги. Перші випадки захворювання були зареєстровані в місті у військовому шпиталі: 27 людей раптово захворіли на якусь «злу гарячку» — в живих залишилося лише п'ятеро. Посаду очільника шпиталю тоді обіймав лікар українського походження Опанас Филимонович Шафонський. Він швидко розпізнав чуму і вжив усіх заходів, щоб не випустити її за межи шпиталю: було збудовано карантинні бараки, виставлено місцеву охорону. На території шпиталю для знезараження димом цілодобово горіли багаття. Шафонський доповів німецькому лікарю А. Ріндеру, який відповідав за охорону здоров'я міста, про чуму, що насувається, проте його звинуватили в спробі поширення панічних настроїв, а докази її наближення визнали необґрунтованими, плодом його фантазії. Але наступного дня зібралася медична рада, яка встановила факт проникнення чуми до Москви і повідомила про це Сенат у Санкт-Петербурзі. Відповіддю центрального уряду було відправлення військових охоронців до госпіталю, щоб помістити на карантин хворих. У них люди утримувалися 20-40 днів, проте без особливого нагляду та харчування. Запобіжні заходи загалом були застосовані надто пізно, а влаштування карантинів та ізоляторів не було дієвим через велику недовіру містян до лікарень і лікарів, які до того ж були здебільшого іноземцями. Населення вважало, що ніхто з тих, хто потрапив до карантину, не виходить живим. Проте 21 січня 1771 року Ріндер зробив офіційну заяву, в якій заперечив думку Медичної ради і стверджував, що у Московській лікарні загального профілю не було хворих на «справжню чуму». 5 лютого 1771 року Шафонський подав вичерпну доповідь, яку він написав московському генерал-губернатору Петру Салтикову, де спростував аргументи Ріндера. З незрозумілих причин влада проте повірила версії Ріндера і була менш стривоженою ситуацією на місцях. 10 березня 1771 року виявлені незаперечні докази чуми в центрі Москви, що підтверджено Шафонським. Суперечки щодо походження епідемії були вирішені на початку літа 1771 року, коли доктор Ріндер помер від чуми, заразившись нею від одного зі своїх пацієнтів. Тоді Шафонський перебрав на себе керівництво медичною радою. 19 серпня 1771 року міська влада видала наказ про заборону громадськості збирань, закриття корчмів, крамниць, шинок, виробничих приміщень різного типу.
Проте чума спалахнула на Великому сукняному дворі, що за Москвою-рікою біля Кам'яного мосту, на Софійській набережній. Адміністрація двору спробувала приховати спалах: померлих на фабриці ховали таємно вночі, карантин там не був введений. Незабаром чума перекинулася в місто. Почалася паніка, яка за будь-якої епідемії поглиблює негативну ситуацію. Майстрові з суконного двору розбігалися по домівках, поширюючи хворобу. Результати спалаху чуми серед робітників цього підприємства, можна побачити з того, що у 1770 року тут працював 1031 робітник, а 1772 року — лише 248.
Багаті містяни ховалися в підмосковних маєтках, багато хто з бідніших збіг в інші міста. З міста втекло 2/3 населення. Було паралізоване все життя у Москві. Запалили багаття, вдарили в сполох, тому що вірили, що дзвін відведе від міста чуму. Над Москвою стояв чорний дим.
Державна царська рада вирішила вжити додаткових заходів, щоб не допустити поширення чуми до Петербурга. Московським санітарним інспектором призначено доктора Лерче. Перші його накази полягали в тому, щоб помістити всіх інфікованих людей у карантин й заборонити всі масові зібрання, релігійні обряди і закрити всі церкви у місті. У супроводі своїх помічників Лерче прямував містом щоби щоденно забезпечити належне виконання заходів епідеміологічного контролю.
Щодня гинуло понад тисячу містян. Трупи не було кому прибирати, мерці залишалися в будинках та на вулицях. Тоді московська влада змушена була застосувати для прибирання засуджених на каторгу. Вони «займалися лише витягуванням гачками з будинків зачумілих і загиблих від зарази, виведенням їх за місто і закопуванню у великі ями». Каторжні в робах із дірками для очей і рота їздили вулицями, вдиралися в домівки, залізними гаками витягали померлих у вози-фури, завозили їх на кладовище і закопували в загальних могилах без відспівування та церковних обрядів. Разом із тим жителі Москви часто ховали загиблих у дворах
з їхніх будинків уночі, ховали їх у льохах, кидали до колодязів, або просто викидали їх на вулиці.
Московський генерал-губернатор із 1764 року, генерал-фельдмаршал Петро Семенович Салтиков написав імператриці, що «дворянство все виїхало по селах … в сенат ніхто не їздить … наказати нікому, по кого не пошлю, відповідають — у селі». Зневірившись упоратися з епідемією, самовільно відбув у свій родовий маєток Марфіно. За ним втекли обер-поліцмейстер та інші міські чиновники. Місто залишилося без влади, де був хаос і процвітало мародерство.

## Чумний бунт
Москвою поповзли чутки, що біля Варварських воріт з'явилася чудотворна ікона Боголюбської божої матері, що приносить зцілення від чуми. Великі юрби людей, що зібралися біля цих воріт, сприяли поширенню хвороби. Московський архієпископ Амвросій дав наказ забрати ікону та сховати в одній із церков. Ця чутка у перекрученому вигляді швидко поширилася містом. Хтось ударив у сполох. Зібрався величезний натовп, містяни були озброєні кілками, сокирами, камінням. Хтось крикнув, що Амвросій вкрав чудотворну ікону. Цього було достатньо аби натовп попрямував до Кремля, у Чудівський монастир, де знаходилася духовна консисторія. Шукали Амвросія, який встиг сховатися у Донському монастирі. Не знайшовши його, натовп кинувся громити багаті будинки, установи міста, карантини, чумні лікарні.
Лікар українського походження Данило Самойлович, який тоді лікував хворих у чумних бараках Данилівського монастиря, згодом записав:
|  | Я перший потрапив до рук бунтівників, що стояли біля Данилівського монастиря. Вони схопили мене, побили... Я дивом урятувався від невдячних, які шукали мою смерть. |

Бунтівники рушили до Донського монастиря, де на хорах знайшли архієпископа Амвросія і по-звірячому його роздерли.
Іншій випадок трапився на Красній площі. Нечисленний загін у 130 солдатів та офіцерів під командуванням генерал-поручика П. Д. Єропкіна, на якого генерал-губернатор Салтиков поклав обов'язки керівника міста, був закиданий камінням та іншими тяжкими предметами. Було віддано наказ стріляти картеччю. Сотні трупів бунтівників залишилися на Красній площі.
Генерал Єропкін після цього прийняв командування на Великолукським полком. У його розпорядженні стало близько 10 тисяч солдатів та офіцерів. 16 вересня він увів війська до Москви. Бунтівників, що залишалися всередині Кремля, відтіснила кіннота, а солдати кремлівського гарнізону відбили Чудівський монастир, у якому повстанці оборонялися камінням. Заколотники були викинуті з Кремля, але почали бити у дзвони на сполох у навколишніх церквах, закликаючи людей приєднатися до бунту.
За три дні бунт придушили. За даними Єропкіна загинуло близько 100 людей.

## Ліквідація епідемії
У Москві кількість померлих перевищила 100 тисяч осіб, що становило майже половину тогочасного населення міста. Після вбивства архієпископа Амвросія у столиці Російської імперії серйозно занепокоїлися. Імператриця Катерина II відправила до Москви свого фаворита, генерал-фельдцейхмейстера, графа Григорія Орлова, наділивши його надзвичайними повноваженнями задля ліквідації епідемії. Він прибув до Москви 26 вересня 1771 року з великим штатом лікарів, разом із чотирма полками лейб-гвардійців. Свій штаб боротьби з епідемією розмістив у будинку генерал-поручика П. Д. Єропкіна на Остоженці.
Граф Орлов негайно скликав усіх лікарів Москви на екстрену нараду для оцінки ситуації. Були обговорені існуючі профілактичні заходи, зокрема часте купання, носіння одягу, змоченого в оцті, та ізоляцію осіб, підозрюваних у зараженні. Одразу була зміцнена санітарна служба, при цьому місто розбили на санітарні ділянки, за кожною з них закріпили відповідального лікаря. Були відкриті додаткові карантини і лікарні. Перша подібна чумна лікарня була влаштована в Миколо-Угрешському монастирі на півдні Москви. Особливу увагу було приділено боротьбі з мародерством та грабунками. За розкрадання майна з покинутих будинків було запроваджено смертну кару на місці, жорстко контролювалося ввезення та вивезення товарів. У будинках, де були зафіксовані випадки чуми, забивали дошками двері та вікна, а на воротах малювали червоні хрести. На вічну каторгу були засуджені ті, хто приховував померлих. Граф Орлов організував невідкладні заходи зі зміцнення застав. Це було потрібно як для контролю за торгівлею і переміщенням населення, так і для забезпечення жителів міста засобами існування — на день платили чоловікам по 15 копійок, жінкам — по 10 копійок. Усі ці заходи дали можливість ліквідувати епідемію чуми в найкоротші на той час терміни, які до того не спостерігалися. Цьому сприяла й особиста хоробрість графа, він всюди ходив по місту з почетом офіцерів і чиновників, що давало йому можливість оперативно на місцях вирішувати складні проблеми, перебував у місцях скупчення хворих без будь-яких засобів захисту.
На згадку про це Катерина II наказала вибити на честь графа Орлова медаль. На медалі було вигравірувано: «Росія таких синів у собі має». А нижче: «За порятунок Москви від Виразки в 1771».
Понад 300 учасників чумного бунту віддані під суд, вироки підписала особисто Катерина II на початку листопада. Четверо організаторів бунту та ініціаторів вбивства Амвросія повішено, близько 200 учасників були биті батогом і відправлені на каторгу.

## Підсумки епідемії
Згідно зі звітами, наданими Орловим у Державну раду, в Москві від чуми померло близько 50 тисяч людей. У листі Катерини німецькому публіцисту Фрідріху Мельхіору Грімму від 30 січня 1775 року зазначається, що у Москві від чуми померло понад 100 000 осіб.
Данило Самойлович одночасно працював лікарем не тільки у Даниловському, але й Симонівському та Дівочому монастирях, перетворених у шпиталі для хворих на чуму. Він створив вчення про способи боротьби з чумою. «Чума — хвороба прилиплива, — писав він, — але зручно приборкується і припиняється, тому не повинна бути для (людського) роду настільки небезпечною, як зазвичай її зображують». Рятуючи від прийнятого тоді спалювання останнє майно бідняків, він запровадив дезінфекцію «обкурювальними складами». Будучи активним членом Комісії «із запобігання та лікування від морової виразки», Самойлович спробував на собі дезінфікуючу дію різних засобів. Для того, щоб довести ефективність обкурювання, одягав на себе одяг, знятий із загиблих хворих. Усі спостереження виклав у своїй праці «Дослідження про чуму, яка в 1771 спустошувала Російську імперію, особливо столичне місто Москву, і про те, які були знайдені ліки, щоб її побороти і засоби, щоб від неї себе оберігати» («Исследования о чуме, которая в 1771 году опустошала Российскую империю, особенно столичный город Москву, и о том, какие были найдены лекарства, чтобы ее побороть и средства от нее себя предохранить»).
По закінченню епідемії Опанас Шафонський у 1774 році опублікував книгу «Опис виразки, що була в Москві, і про всі засоби, вжиті для її припинення» («Описание о бывшей в Москве язвы и о всех средствах, употребленных для ее прекращения»).